# Мудуйяха
Мудуйяха — река в России, протекает на севере Западной Сибири, по территории Тазовского района Ямало-Ненецкого автономного округа. Длина реки — 237 км, площадь водосборного бассейна — 5230 км². Образуется слиянием рек Левая Мудуйяха и Правая Мудуйяха. Впадает в реку Мессояху слева на 162-м км от устья.
Высота истока — 44 м над уровнем моря. Высота устья — 13,5 м над уровнем моря.
Оценочный средний многолетний годовой расход воды — 45-50 м³/с, объём годового стока реки около — 1,5 кубического километра.